# Poncet Point
Der Poncet Point ist eine niedrige und hügelige Landspitze an der Nordküste von Montagu Island im Archipel der Südlichen Sandwichinseln im Südatlantik. Sie liegt zwischen dem Borley Point und dem Leeson Point. 
Die Landspitze entstand infolge des von 2001 und 2007 dauernden Ausbruchs des Mount Belinda. Das UK Antarctic Place-Names Committee benannte sie 2013. Namensgeber ist Leiv Sigismond Poncet (* 1981), dem bei einer seiner zahlreichen Yachtreisen nach Südgeorgien und zu den Südlichen Shetlandinseln hier am 26. Januar 2006 die erstmalige Anlandung geglückt war.